# Arend Lijphart
Arend d'Angremond Lijphart (ur. 17 sierpnia 1936 w Apeldoorn) – holenderski i amerykański politolog, emerytowany profesor nauk politycznych na Uniwersytecie Kalifornijskim w San Diego, autor wielu książek i publikacji naukowych, specjalizujący się w politologii porównawczej. Urodzony w Holandii, większość życia spędził w Stanach Zjednoczonych.

## Życiorys
Urodził się w 1936 roku w Apeldoorn w Holandii. W 1955 roku ukończył Gymnasium Apeldoorn w swojej rodzinnej miejscowości. Następnie wyjechał do Stanów Zjednoczonych, gdzie w 1958 uzyskał tytuł licencjata w Principia College w Elsah w Illinois. W 1959 uzyskał tytuł magistra, a w 1963 roku obronił doktorat na Uniwersytecie Yale. Pracował jako wykładowca w Elmira College oraz na uniwersytetach w Berkeley, w Lejdzie i w San Diego. Gościnnie wykładał w wielu czołowych ośrodkach akademickich na świecie, m.in. w Oksfordzie, Canberze, Wiedniu, Auckland i na Harvardzie. Posiada podwójne obywatelstwo – amerykańskie i holenderskie.

## Działalność akademicka
Lijphart jest światowym autorytetem w dziedzinie politologii porównawczej. Szerzej znany jest jako twórca koncepcji konsensualizmu, czyli dzielenia władzy politycznej między różne ośrodki decyzyjne w celu zapewnienia jak najszerszej demokratycznej reprezentacji.
Najbardziej znaną pracą Lijpharta, dotyczącą demokracji konsensualnych i większościowych jest wydana w 1999 roku książka Patterns of Democracy. Stanowi ona studium 36 demokratycznych państw z całego świata. Lijphart dzieli w niej demokracje na konsensualne (consensus democracy) i większościowe (majoritarian democracy). W jego przekonaniu, model większościowy charakteryzuje się reprezentowaniem interesów bezwzględnej większości wyborców, ekskluzywnością i konfliktowością, natomiast model konsensualny dąży do reprezentowania tak wielu wyborców jak to możliwe oraz do dzielenia i ograniczania władzy, jest inkluzywny i nastawiony na kompromis. Teoria Lijpharta poparta jest analizą ilościową dziesięciu wskaźników podzielonych na dwie grupy: wymiar wykonawczo-partyjny i wymiar federalno-unitarny.
Demokracja większościowa w preferencyjny sposób traktuje bezwzględną większość wyborców poprzez skupienie władzy w centralnym ośrodku, małą ilość jej instytucjonalnych ograniczeń i węższą reprezentację. Nazywana jest również modelem Westminsterskim, ponieważ w czystej postaci występuje bardzo rzadko – w Wielkiej Brytanii, Nowej Zelandii i byłych koloniach brytyjskich. Charakterystyczne cechy demokracji większościowej to:
1. skupienie władzy wykonawczej w jednopartyjnym, większościowym gabinecie
2. dominująca pozycja władzy wykonawczej
3. system dwupartyjny
4. większościowy i nieproporcjonalny system wyborczy
5. pluralizm grup interesów
6. scentralizowana władza
7. skupienie władzy ustawodawczej w jednoizbowym parlamencie
8. elastyczność konstytucyjna
9. brak sądowego nadzoru nad legislacją
10. bank centralny kontrolowany przez władzę wykonawczą.

Demokracja konsensualna reprezentuje tak dużą część społeczeństwa, jak to możliwe, poprzez rozproszenie władzy politycznej. Przykładami czystej demokracji konsensualnej są Szwajcaria, Belgia i Unia Europejska. Charakterystyczne cechy demokracji konsensualnej to:
1. dzielenie władzy wykonawczej w szerokich, wielopartyjnych koalicjach
2. równowaga sił między władzą wykonawczą i ustawodawczą
3. system wielopartyjny
4. proporcjonalny system wyborczy
5. skoordynowany i korporacyjny system grup interesów
6. federalna i zdecentralizowana forma rządu
7. podział władzy ustawodawczej między dwie równie silne, ale inaczej konstytuowane izby parlamentu
8. sztywna konstytucja, która może być zmieniona tylko większością kwalifikowaną
9. sądowy nadzór nad legislacją, sprawowany przez sąd najwyższy lub konstytucyjny
10. niezależność banku centralnego.

### Wnioski
Podstawową tezą badań Lijpharta nad demokracjami jest twierdzenie, że demokracje konsensualne są zdecydowanie lepsze jakościowo. Lijphart argumentuje, że demokracje konsensualne są bardziej reprezentatywne, efektywniejsze w tworzeniu skutecznej legislacji, a także stanowią "milszą, delikatniejszą (kinder, gentler)" formę demokracji, co objawia się ich większą skłonnością do udzielania pomocy humanitarnej, czy łagodniejszym prawem karnym. Szczególnie dobrze radzą sobie z kłopotami państw dużych terytorialnie, bądź podzielonych etnicznie lub religijnie. Jak twierdzi Lijphart, jego tezy są nie tylko obserwacjami na temat obecnie istniejących demokracji, ale mogą być również istotnymi wskazówkami dla przyszłych ustrojodawców.